# Conference Board du Canada
Le Conference Board du Canada (Conference Board of Canada ou CBOC) est un groupe de réflexion (think tank en anglais) canadien spécialisé dans la recherche et  l'analyse économique ainsi que l'analyse des performances des politiques publiques. Se disant objectif et non partisan, le CBOC affirme ne faire aucune représentation pour les intérêts de quiconque.

## Activités
Il obtient son financement en facturant ses services à différentes entités dans les secteurs privés et publics. Le CBOC conduit, publie et diffuse le fruit de ses recherches auprès de ses membres.
En 2009, le CBOC offre ces services :
- e-Library : rapports de recherche et conférences accessibles aux abonnés ;
- e-Data : données utilisées pour établir les prévisions économiques ;
- Conferences : conférences, séminaires et ateliers sur les différents sujets de recherche du CBOC ;
- Networks : réseaux, conseils et groupes de travail sur différents sujets ;
- Leadership Development : programmes de formation offert par une filiale du CBOC, le Niagara Institute.

## Histoire
Le CBOC a été fondé en 1954 en tant que division du American National Industrial Conference Board (connu en 2009 comme le Conference Board). Le CBOC s'est légalement séparé en 1981.
En 2007, il employait environ 200 personnes, la plupart à son bureau principal à Ottawa.
En 2009, le CBOC est officiellement enregistré comme un organisme charitable canadien. Il maintient des bureaux à Toronto et à Calgary, un représentant est présent à Québec.
En juin 2009, le CBOC a été critiqué à propos de son affirmation qu'il est objectif et non partisan. Il a produit et publié un rapport sur l'évolution de la propriété intellectuelle au Canada, proposant des changements importants au cadre légal canadien. Plusieurs parties du texte publié provenaient de textes publiés par le International Intellectual Property Alliance, le principal groupe de pression américain agissant en faveur des studios de cinéma, des distributeurs de musique et des fabricants de logiciels,.
Le CBOC a soutenu que son rapport était rédigé selon les règles de l'art, ce qui lui a attiré de nouvelles critiques négatives, celles-ci affirmant que le CBOC avait rejeté une étude car elle allait à l'encontre des intérêts de ses commanditaires,.
Le CBOC a décidé de rappeler son étude après avoir conduit un audit interne.

## Ouvrages
- Canada by Picasso: The Faces of Federalism (2006)
- Mission Possible: Sustainable Prosperity for Canada (2007)
- How Canada Performs: A Report Card on Canada (2007)
- Red Tape, Red Flags: Regulation for the Innovation Age (2007)